# 佩拉博物馆

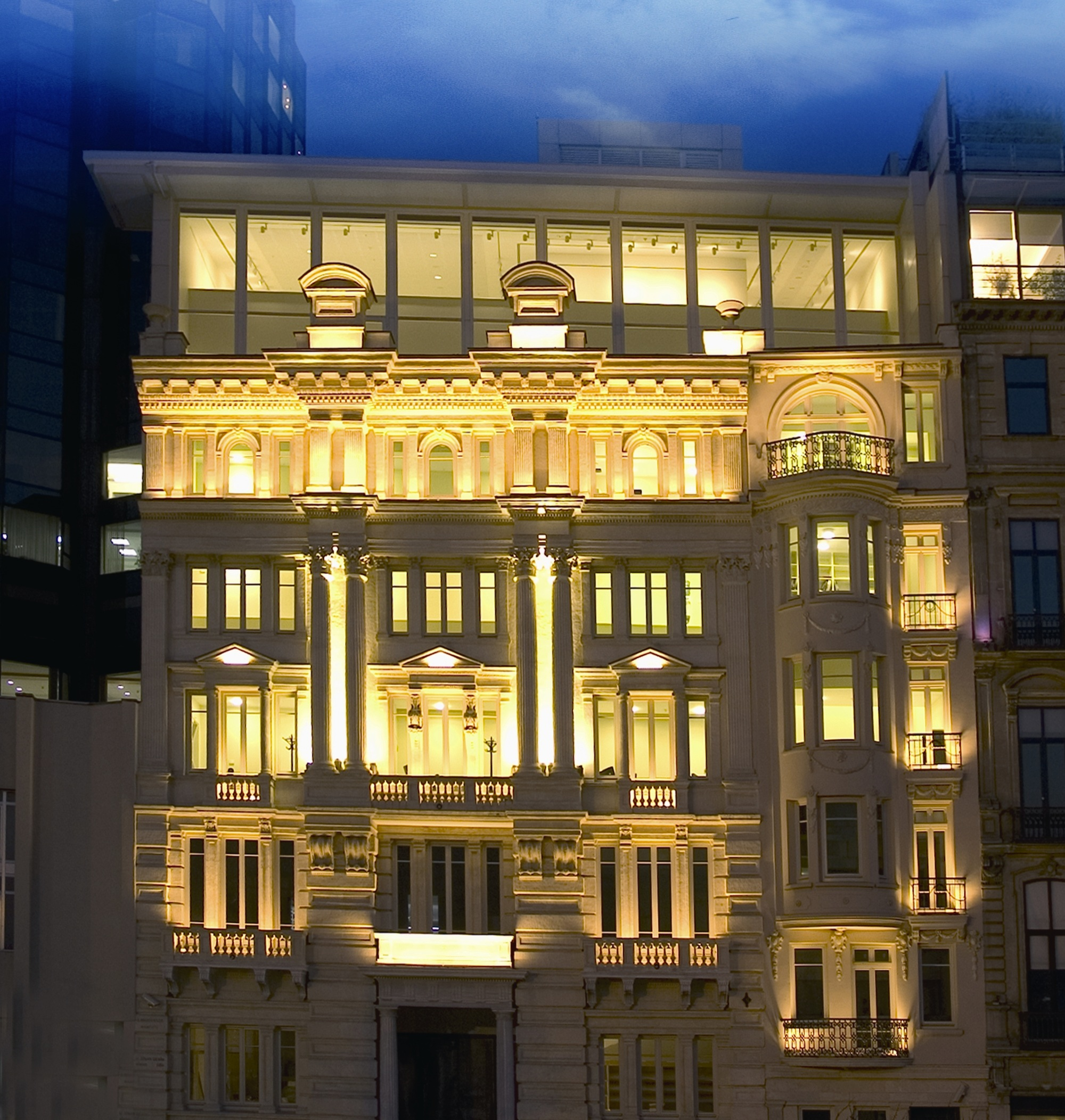
佩拉博物馆

佩拉博物馆（土耳其语: Pera Müzesi）是土耳其伊斯坦布尔的一座艺术博物馆，成立于2005年，设于贝伊奥卢 （佩拉）区 Meşrutiyet 大街65号（靠近独立大街和塔克西姆广场）原布里斯托尔酒店（建于1893年），主要收藏19世纪东方主义艺术。

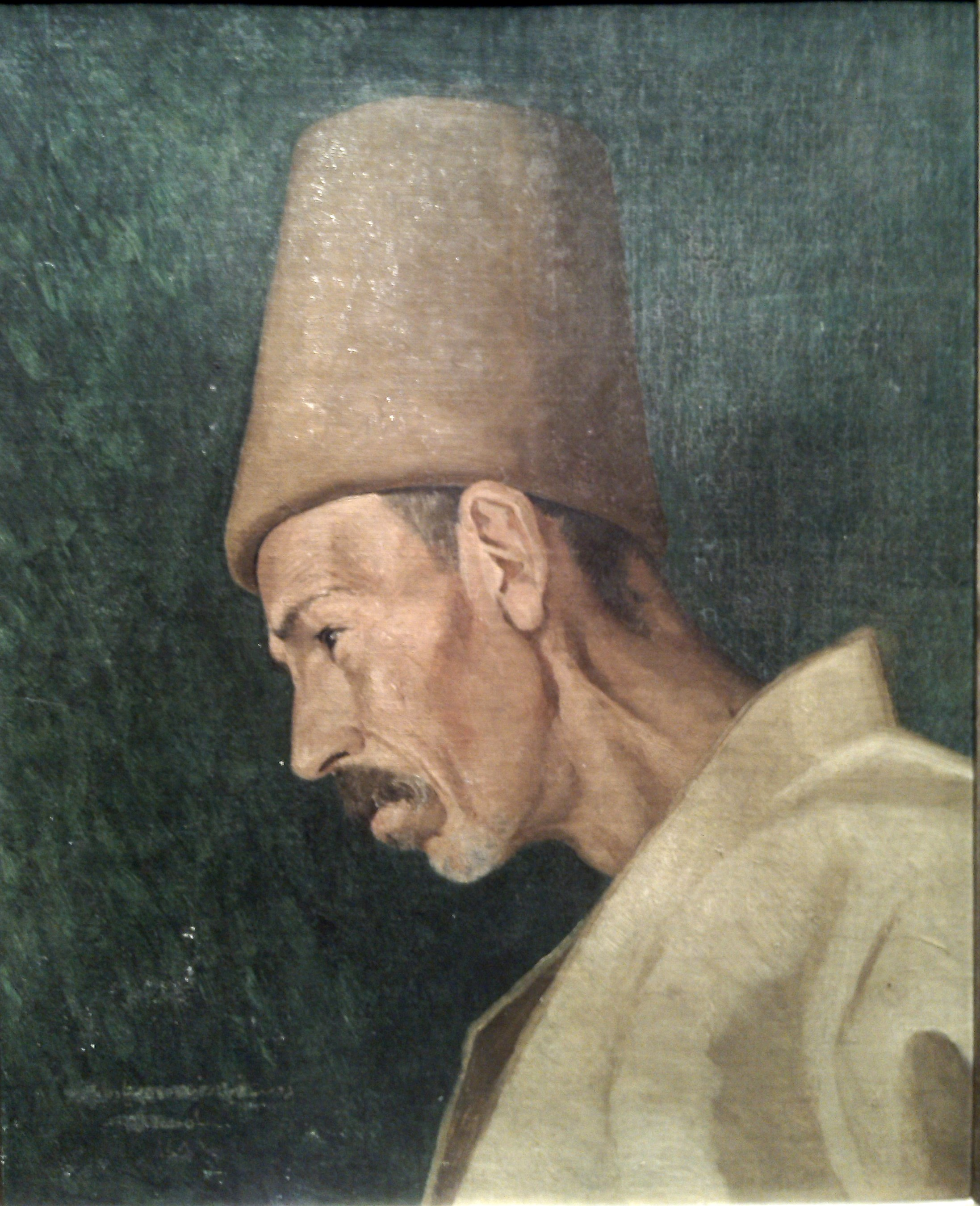
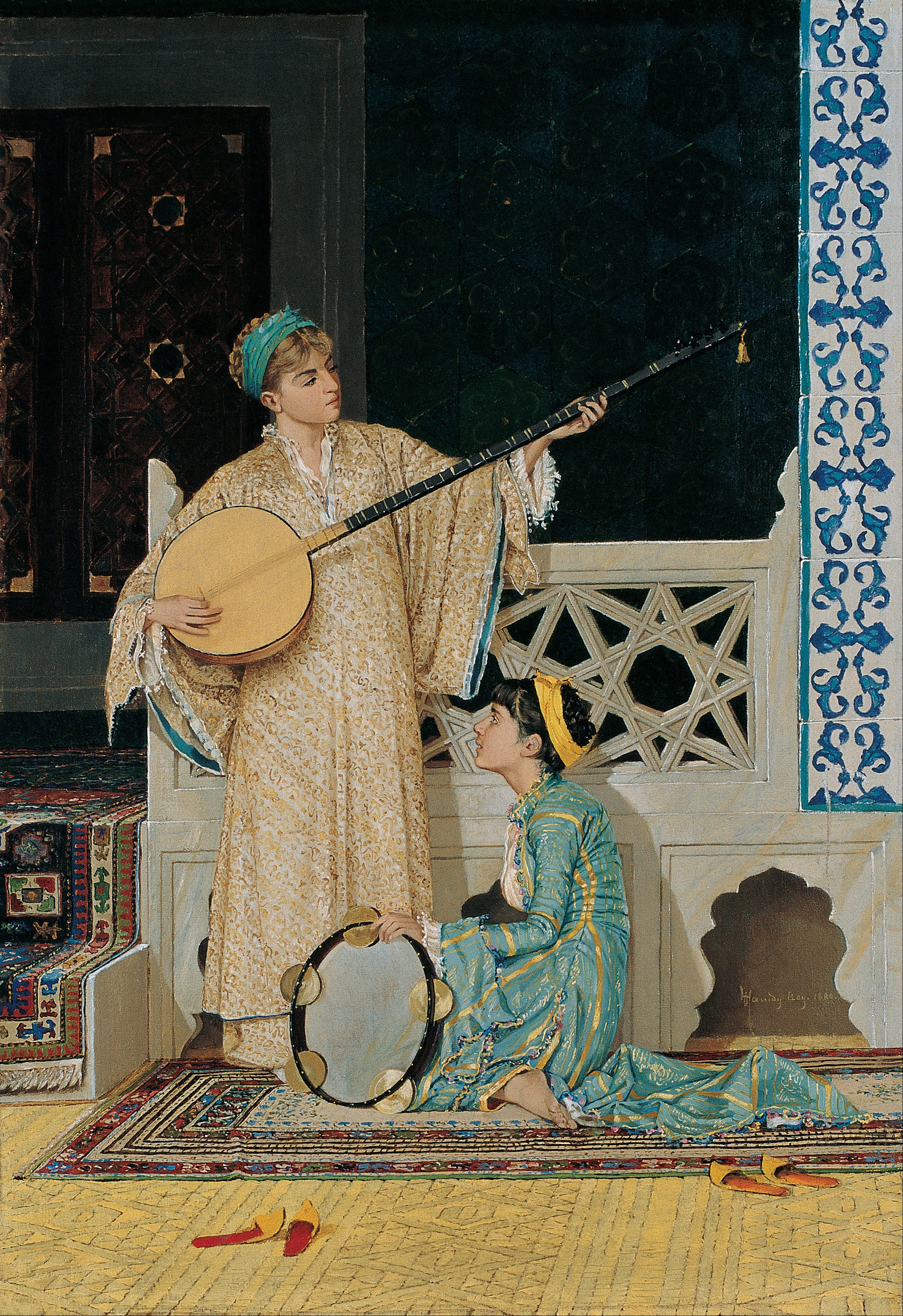
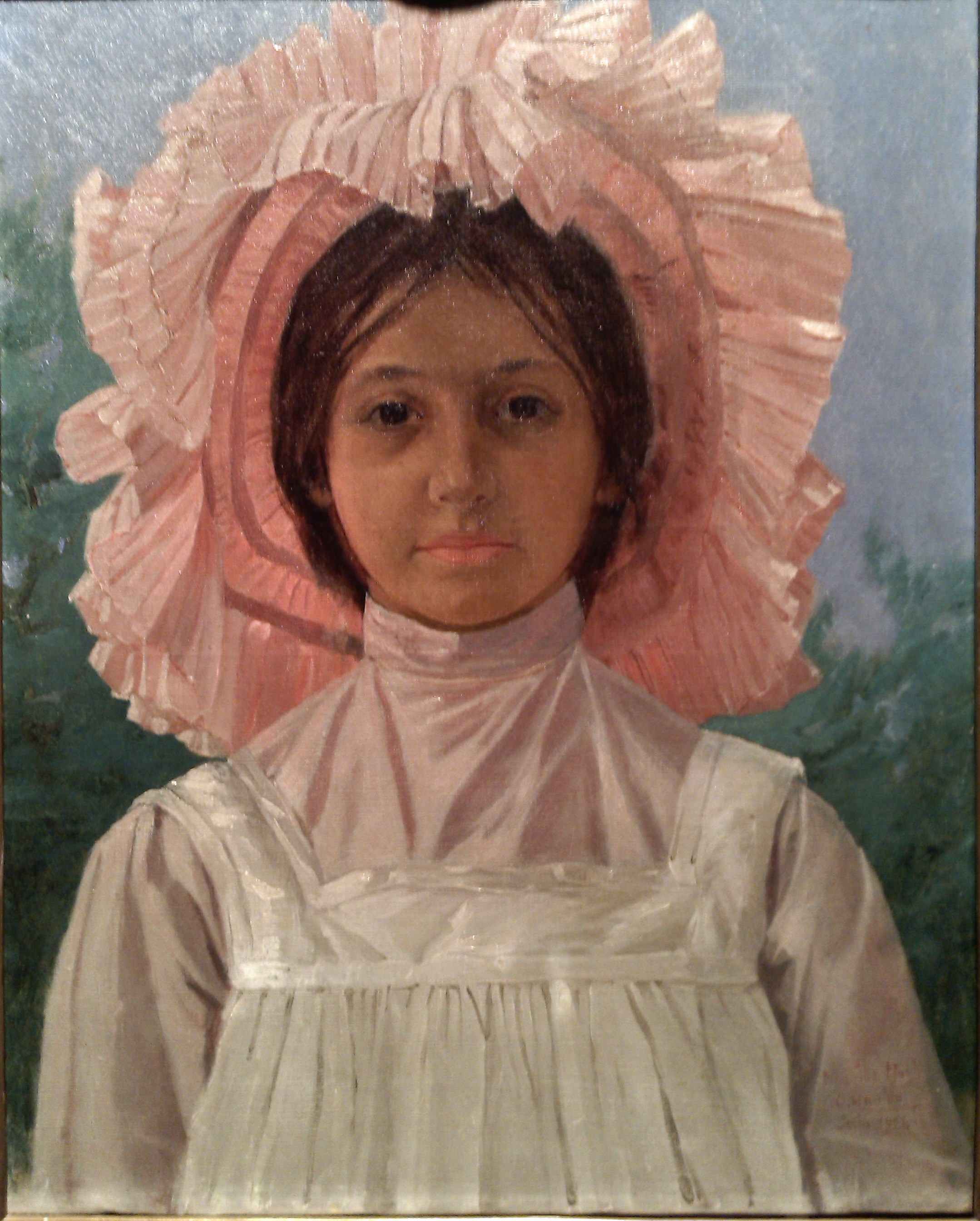
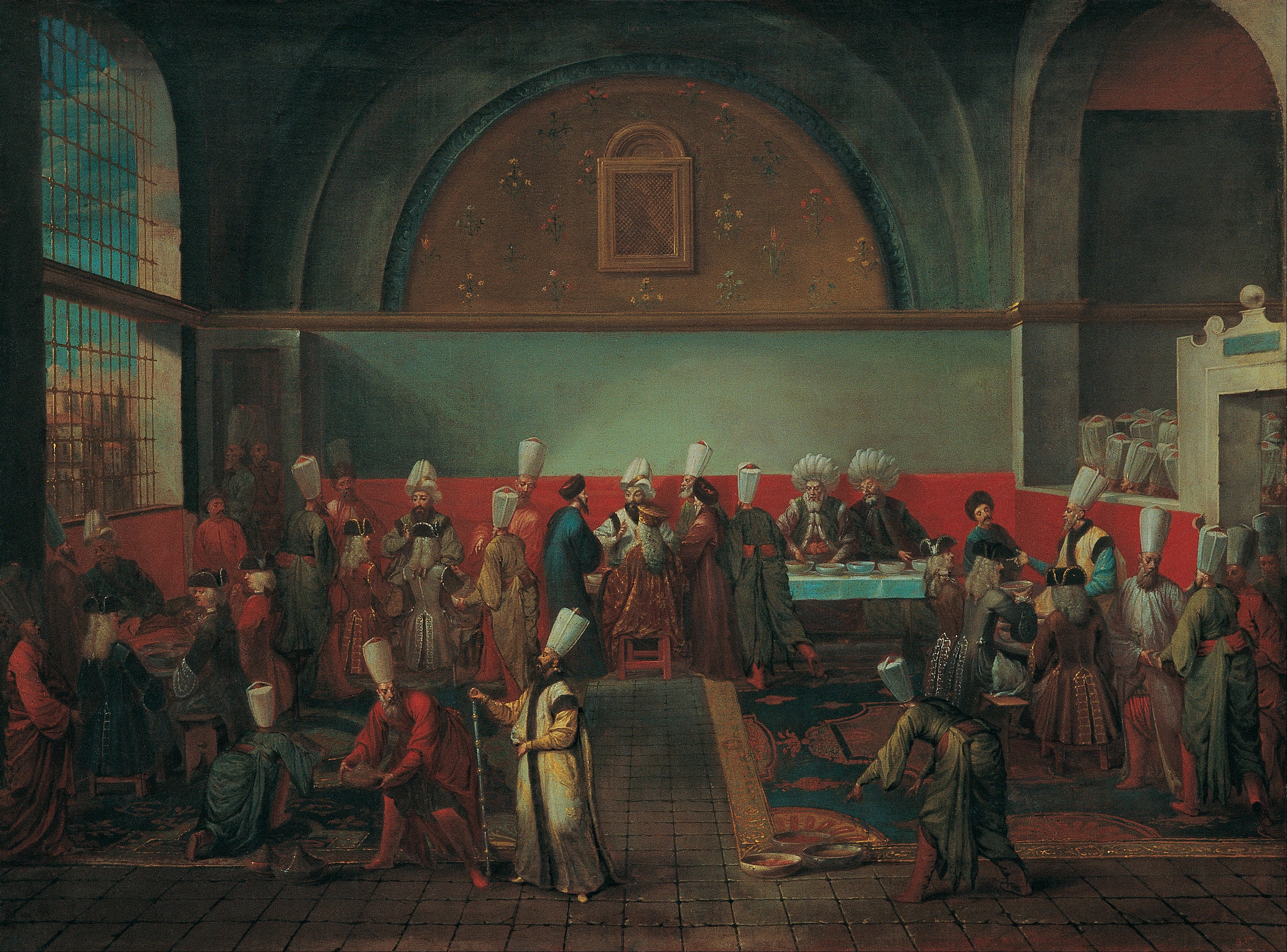
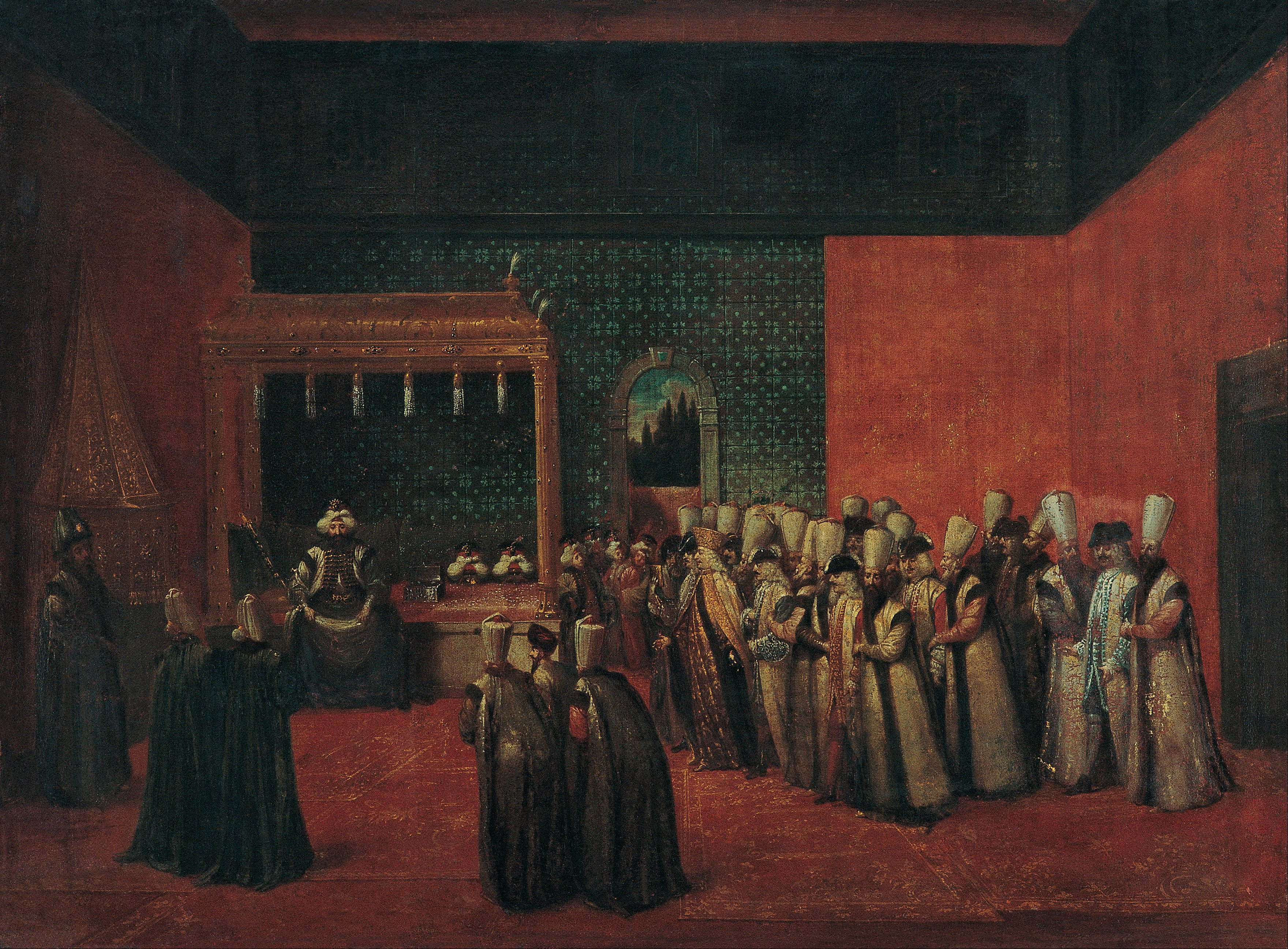
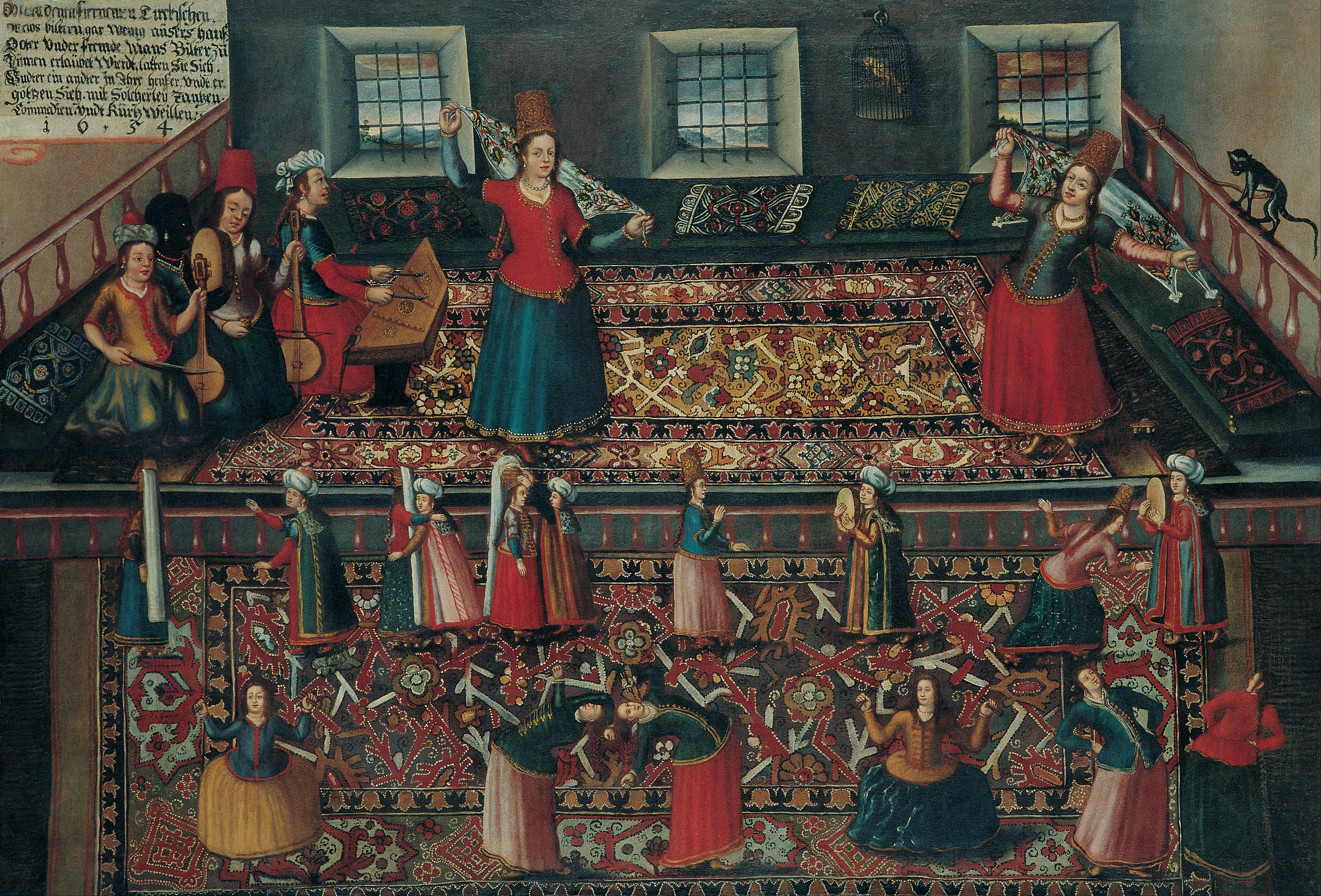
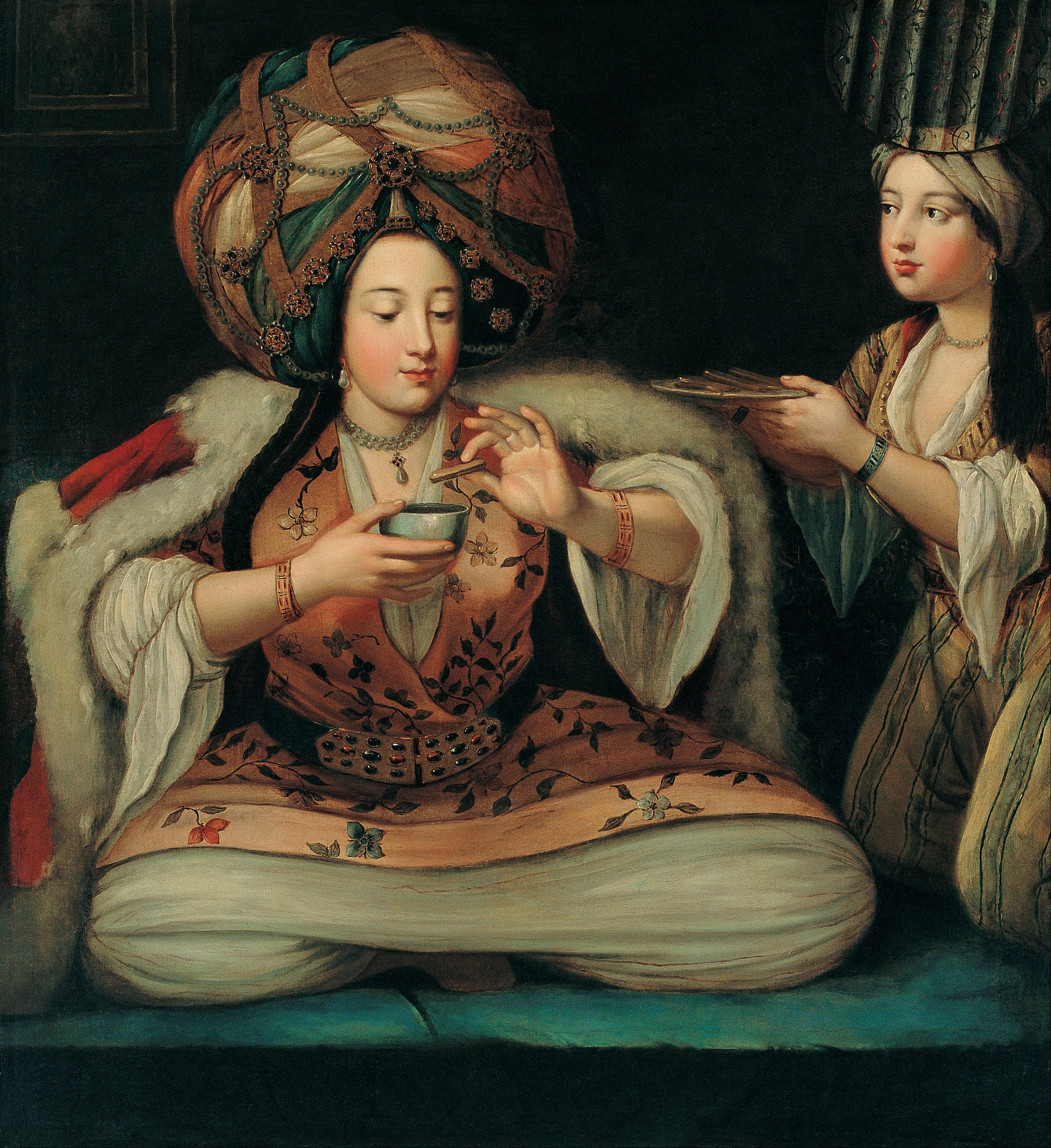
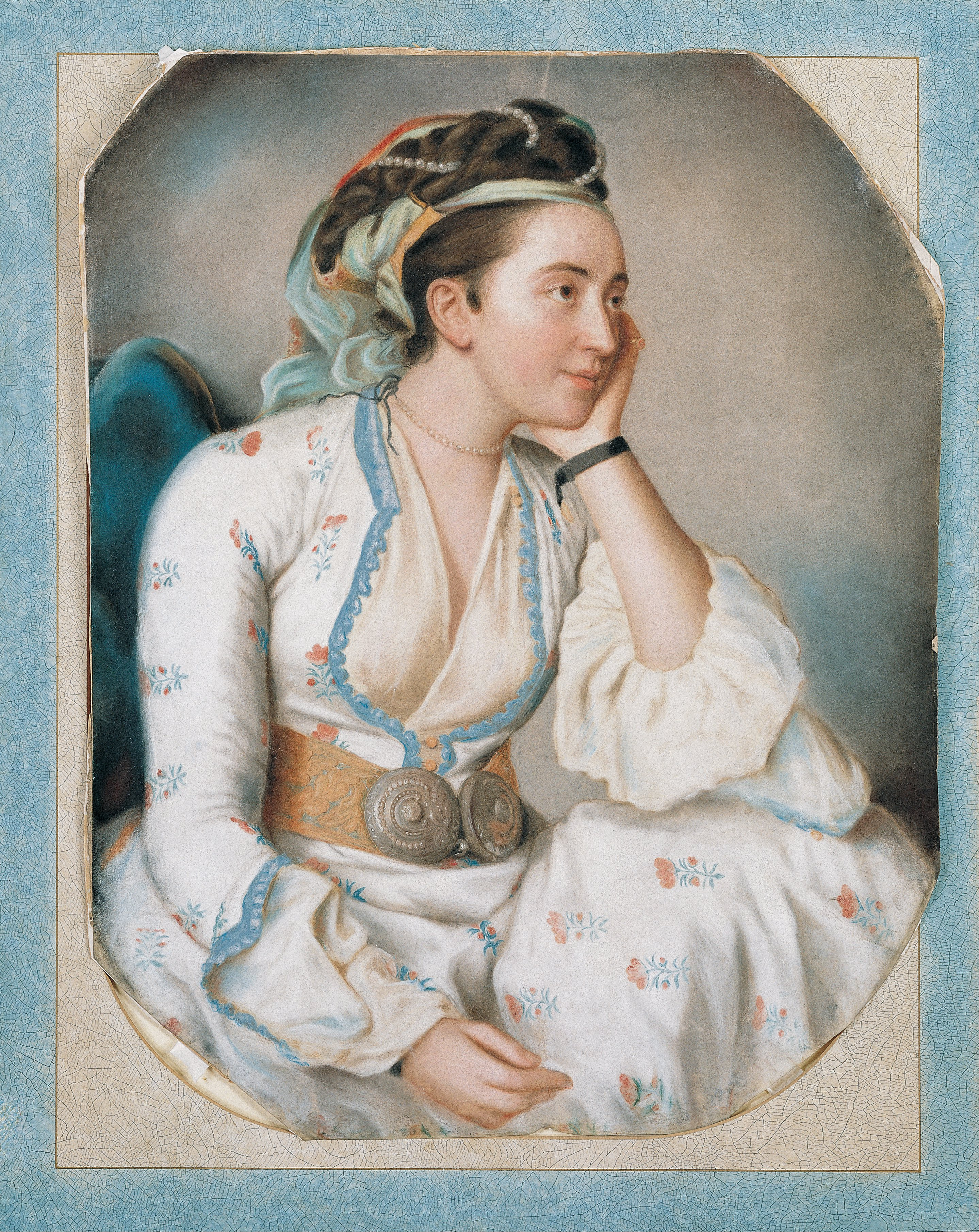
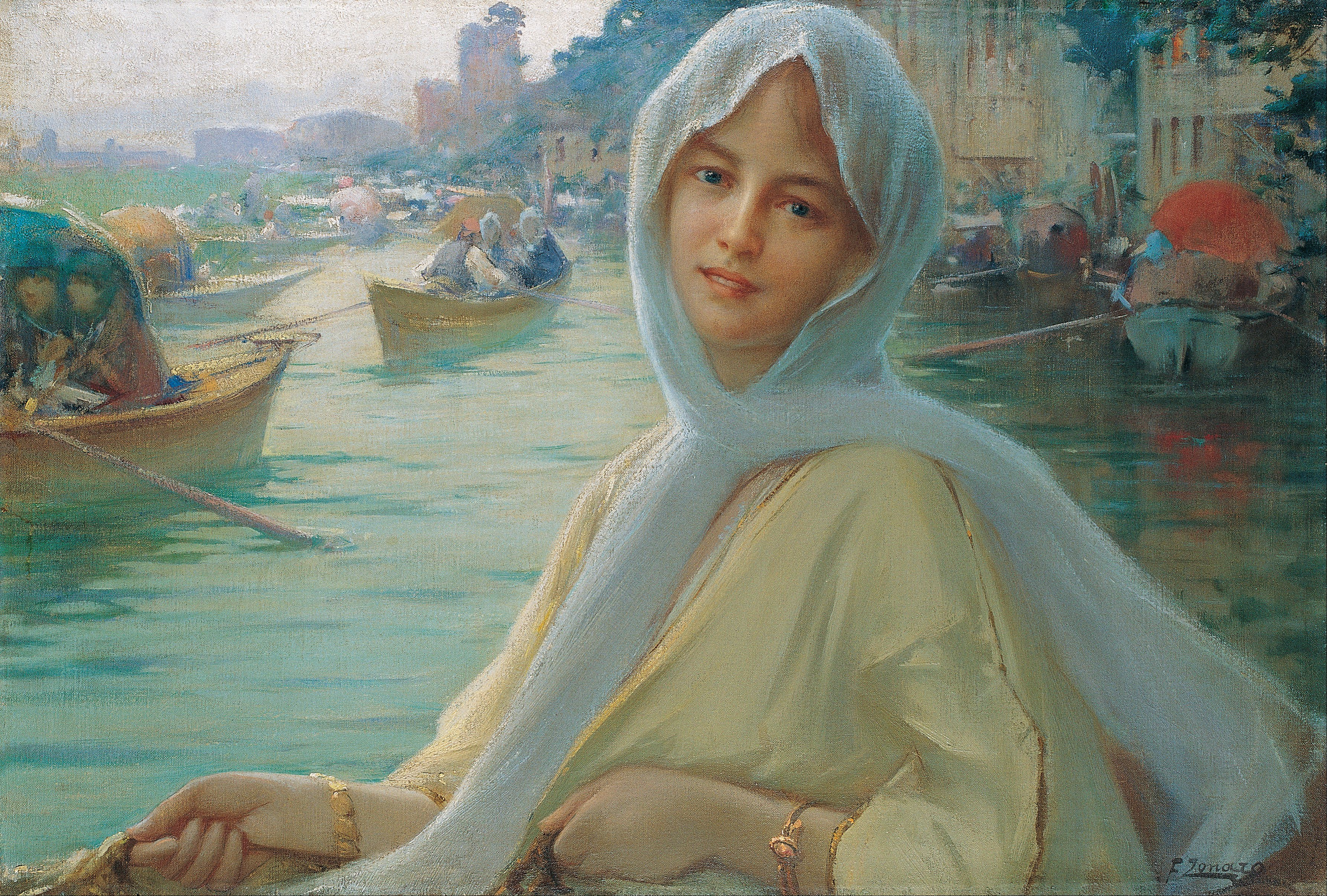
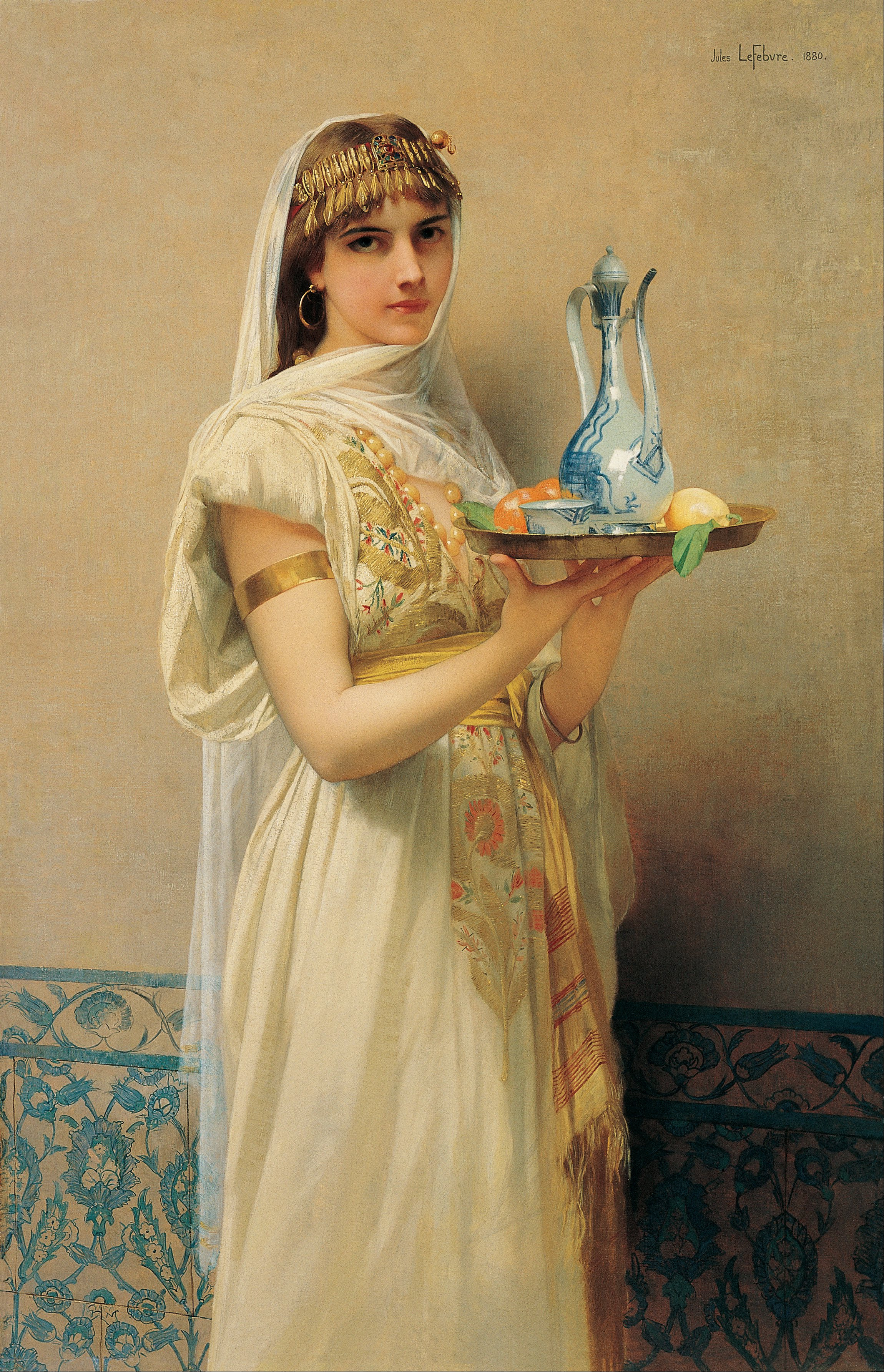
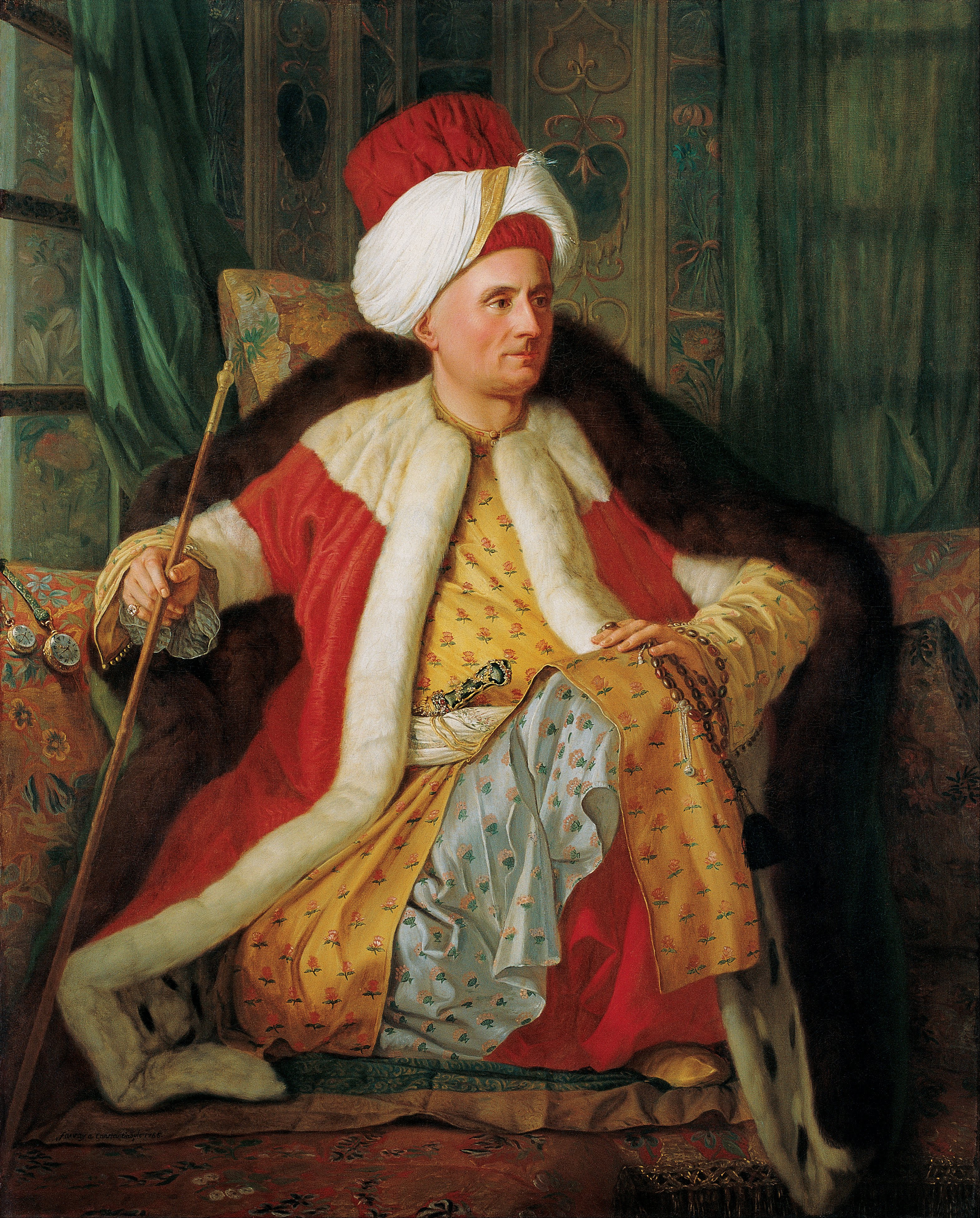
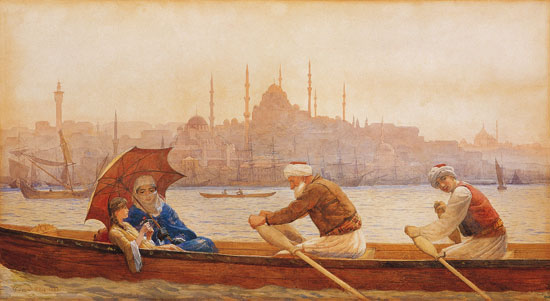
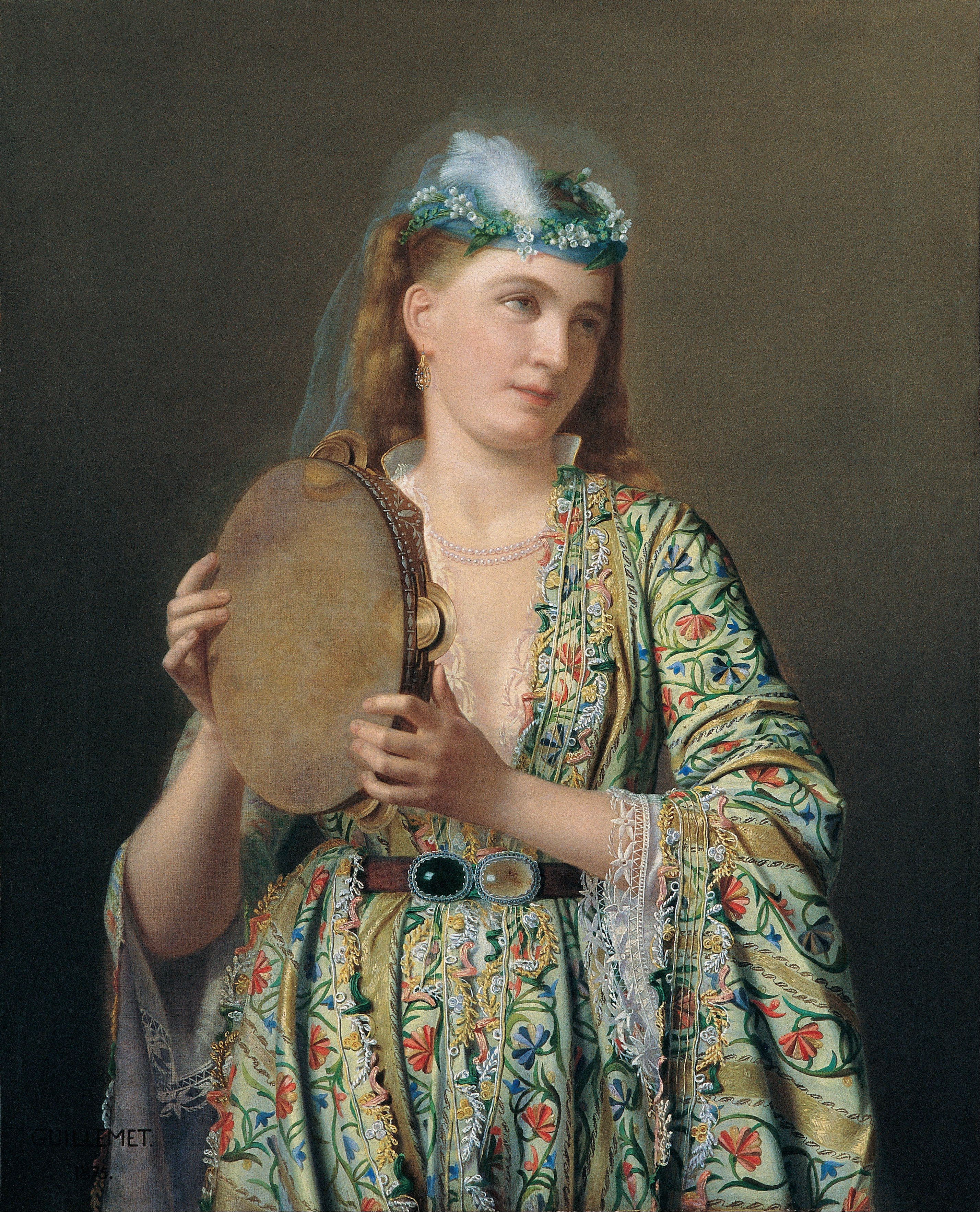
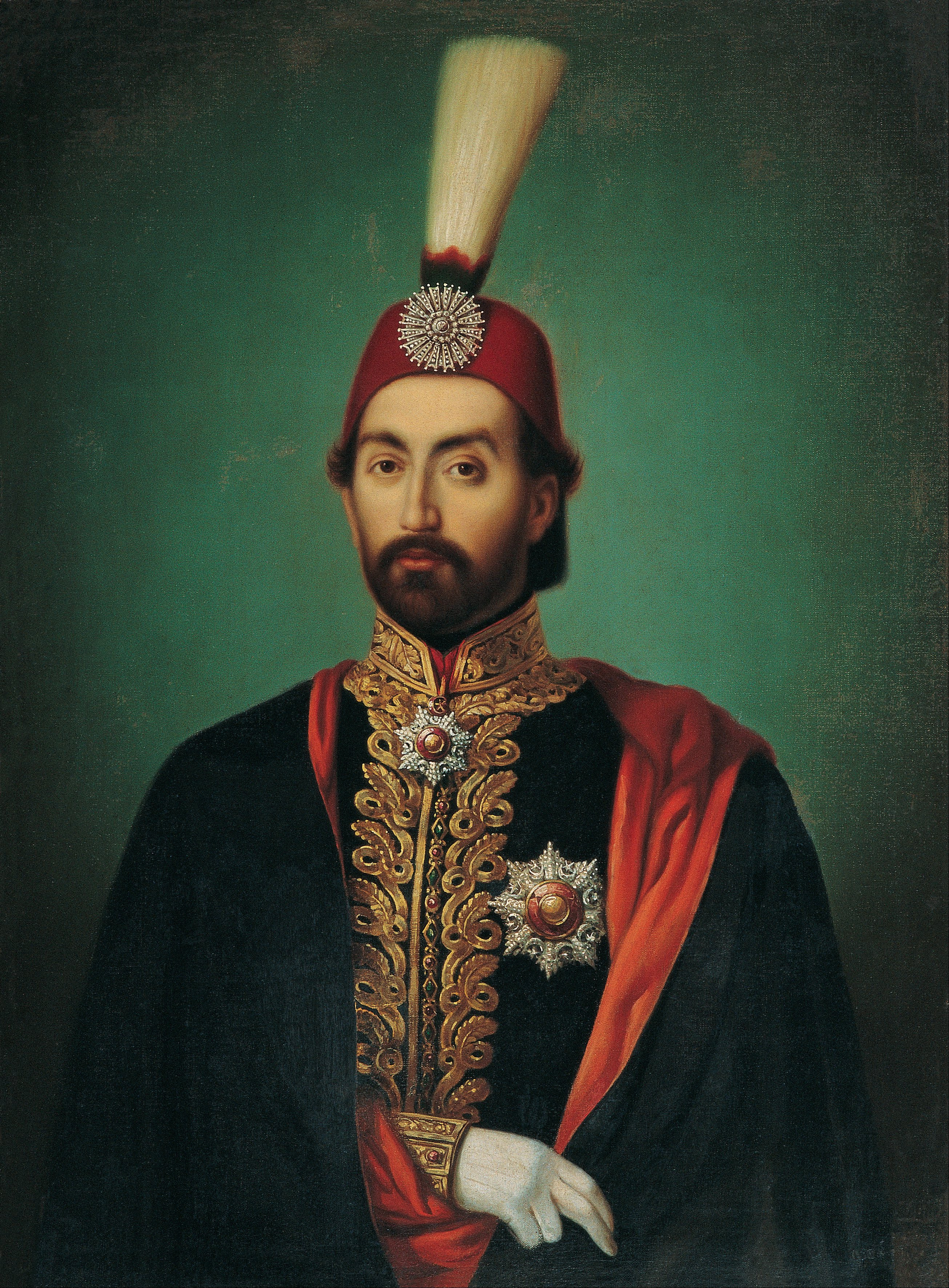
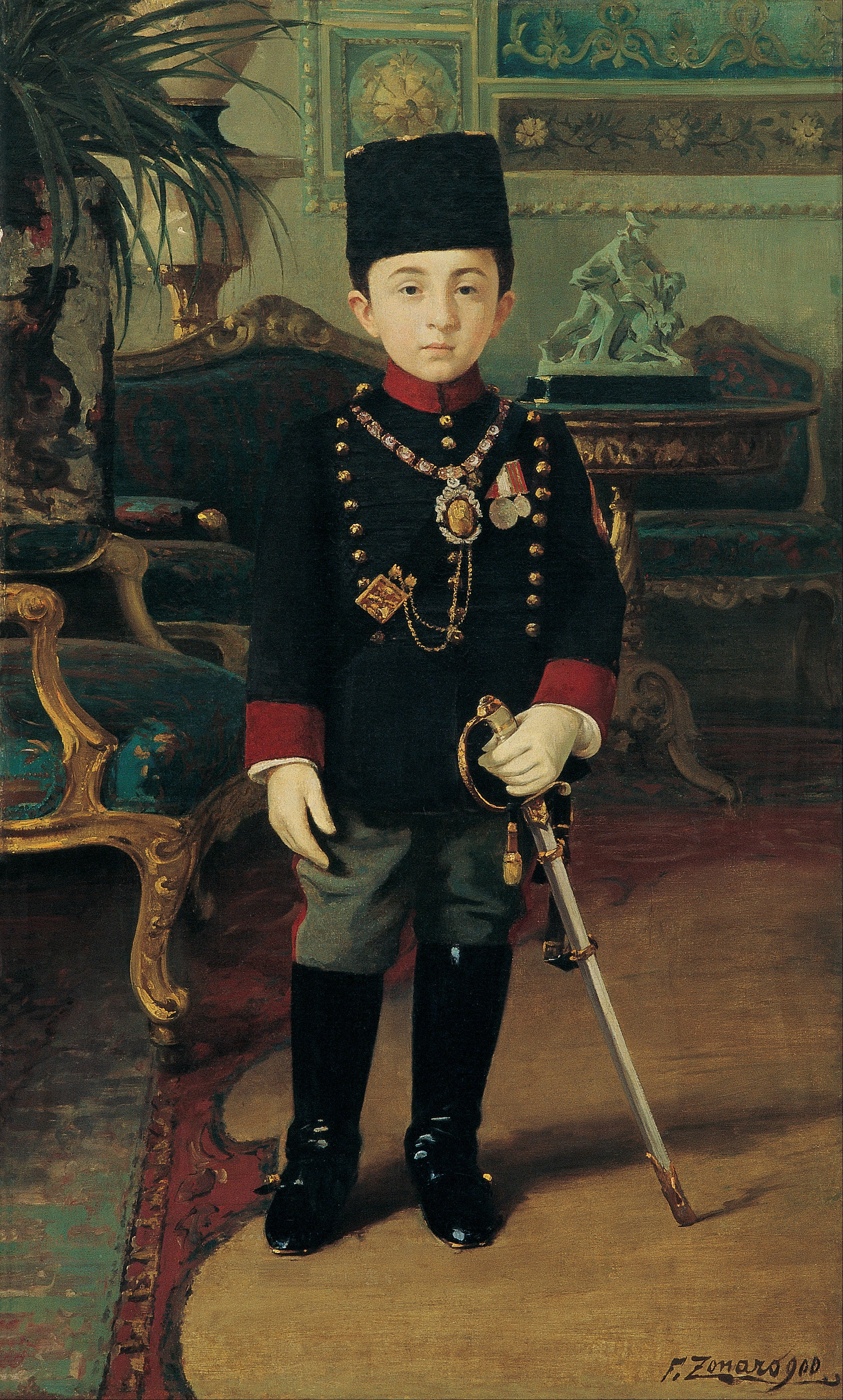